# Buchnera humilis
Buchnera humilis är en snyltrotsväxtart som beskrevs av Sidney Alfred Skan. Buchnera humilis ingår i släktet Buchnera och familjen snyltrotsväxter. Inga underarter finns listade i Catalogue of Life.